# 흰봉산
흰봉산은 대한민국 충청북도 단양군에 있는 1261m의 산이다. 주변에는 황정산, 올산 등이 위치해 있으며, 단양팔경 중 하나인 사인암도 인근에 자리하고 있다. 흰봉산은 여름철 밤꽃 향기가 가득한 곳으로 유명하다. 특히 7월에는 밤꽃이 만개하여 산 전체를 수놓으며, 그 향기가 등산객들에게 특별한 경험을 선사한다.

## 같이 보기
- 단양군